# Azmeraw Bekele
Azmeraw Bekele Molalign (22 januari 1986) is een Ethiopische atleet, die is gespecialiseerd in de lange afstand. Hij won tweemaal de Great Ethiopian Run (2010, 2014) en werd eenmaal Ethiopisch kampioen op de 10.000 m.
In 2010 won hij de halve marathon van Marrakech in 1:00.57. Op het wereldkampioenschap veldlopen dat jaar eindigde hij op een 22e plaats. In het landenklassement eindigde hij met zijn team op een derde plaats. Hierna behaalde hij een aantal tweede plaatsen, namelijk in 2011 bij de City-Pier-City Loop, halve marathon van Praag en in 2012 bij de halve marathon van Ras al-Khaimah.

## Titels
- Ethiopisch kampioen 10.000 m - 2011

## Persoonlijke records
| Onderdeel      | Prestatie | Datum           | Plaats   |
| -------------- | --------- | --------------- | -------- |
| 10.000 m       | 27.49,16  | 27 mei 2012     | Hengelo  |
| 10 km          | 27.43     | 10 oktober 2010 | Rennes   |
| 15 km          | 42.34     | 2 april 2011    | Praag    |
| 20 km          | 56.45     | 13 maart 2011   | Den Haag |
| halve marathon | 59.39     | 13 maart 2011   | Den Haag |
| 30 km          | 1:28.16   | 24 januari 2014 | Dubai    |
| marathon       | 2:07.12   | 24 januari 2014 | Dubai    |

## Palmares

### 10.000 m
- 2011:  Ethiopische kamp. in Addis Ababa - 28.39,52
- 2011:  Afrikaanse Spelen in Maputo - 28.20,61

### 10 km
- 2010:  Corrida Langueux - 28.13
- 2010:  Tout Rennes Court - 27.43
- 2010:  Great Ethiopian Run - 29.25
- 2011: 4e Corrida de São Silvestre in Luanda - 27.53
- 2012: 4e Peachtree Road Race - 27.59
- 2013:  Tout Rennes Court - 27.51
- 2013:  Borobudur - 28.37
- 2014:  Great Ethiopian Run - 30.11,1

### halve marathon
- 2010:  halve marathon van Marrakech - 1:00.57
- 2011:  halve marathon van Alicante - 1:00.32
- 2011:  City-Pier-City Loop - 59.39
- 2011:  halve marathon van Praag - 1:00.35
- 2012:  halve marathon van Ras al-Khaimah - 1:00.49
- 2014: 4e halve marathon van Parijs - 1:00.56
- 2014:  halve marathon van Usti nad Labem - 1:00.58

### marathon
- 2010:  marathon van La Rochelle - 2:10.25
- 2014: 5e marathon van Dubai - 2:07.12
- 2014: 7e marathon van Gyeongju - 2:11.12

### veldlopen
- 2010: 22e WK in Bydgoszcz - 34.21